# Hey Little Tomboy
«Hey Little Tomboy» es una canción escrita por Brian Wilson para la banda de rock estadounidense The Beach Boys, lanzada en su álbum M.I.U. Album de 1978, y como el lado B de su sencillo «Peggy Sue». La canción estuvo casi incluida como una canción en Adult Child antes de que el álbum fuera rechazado.
La grabación de The Beach Boys se origina de las sesiones remanentes de 15 Big Ones/Love You de marzo a octubre de 1976. Wilson, describiendo a "Hey Little Tomboy" como contendiente de la lista de canciones de Love You, dijo: "Se trata de una chica que es una especie de matón, y este chico la convence de que se convierta en una chica bonita, y por supuesto, poco a poco se vuelve bonita -Ella comienza a afeitarse las piernas y usar tacones- se pone pintalabios y maquillaje. Así que estamos muy contentos con eso".
El biógrafo Peter Ames Carlin escribió: «[la canción] se deleita incómodamente en una adolescente que está guardando su patineta y su guante de béisbol para ponerse caliente con el padrino interpretado por Mike [Love] ... [Eso] puede ser el momento más inquietante en toda la historia registrada de los Beach Boys».